# Роман Јаковљев
Роман Николајевич Јаковљев (рус. Роман Николаевич Яковлев;  Харков, 13. август 1976) бивши је руски одбојкаш.

## Биографија
Рођен је 13. августа 1976. године у Харкову. Играо је на позицији коректора. Јаковљев је са репрезентацијом Русије освојио сребро на Олимпијским играма у Сиднеју 2000. године, после пораза од репрезентације СР Југославије. Са репрезентацијом је освојио и сребро на Светском првенству 2002. године одржаном у Аргентини, док је на Европским првенствима дошао до три медаље (сребро 1999, бронза 2001. и 2003. године).
Био је најкориснији играч (МВП) Светског купа 1999. године који је одржан у Јапану.
Након завршетка играчке каријере, постао је одбојкашки тренер, водио је неколико клубова у Русији.

## Успеси
Русија
- медаље
- сребро: Олимпијске игре Сиднеј 2000.